# Chiesa dei Santi Pietro e Antonio Abate
La chiesa parrocchiale dei Santi Pietro e Antonio Abate è un edificio religioso che si trova a Buseno, nel Cantone dei Grigioni.

## Storia
La struttura sorge sul luogo di un precedente edificio religioso, consacrato nel 1438 e consacrato ai santi Pietro apostolo, Antonio abate e Lucio di Coira nel 1611; fu ricostruita nel 1776 da Giuseppe Pelini e restaurata nel 1928 e nel 1990. 

## Descrizione
La chiesa ha una pianta a croce, terminante in un lungo coro semicircolare. L'unica navata ha una copertura a crociera, mentre il coro è sovrastato da una cupola e i bracci laterali da una volta a botte.